# Psectra irregularis
Psectra irregularis är en insektsart som först beskrevs av Carpenter 1961.  Psectra irregularis ingår i släktet Psectra och familjen florsländor. Inga underarter finns listade i Catalogue of Life.